# Cuajinicuilapa (község)
Cuajinicuilapa egy község Mexikó Guerrero államának déli részén, a Costa Chica nevű partvidéken. 2010-ben lakossága kb. 26 000 fő volt, ebből mintegy 10 000-en laktak a községközpontban, Cuajinicuilapában, a többi 16 000 lakos a község területén található 104 kisebb településen élt. A község az afrikai származású mexikóiak egyik központja.

## Fekvése
A Guerrero állam legdélebbi csücskében elhelyezkedő Cuajinicuilapa község legnagyobb része síkvidék, középső és déli részén 100 méter fölé emelkedő, de a 200 métert el nem érő dombokkal, hegynyúlványokkal. Nyugaton a Csendes-óceánnal határos. A csapadék éves átlaga 1100–1300 mm, így vizekben bővelkedik, de sok vízfolyása csak időszakos. Állandó folyói, patakjai az Agua Fría, a Cortijo, a Santa Catarina és a Grande, időszakosak a De Méndez, a Del Chorro, az El Carrizo, a La Zanja, a Las Playitas, a Los
Cuahulotes, a Los Samaritanos, a Mateplátano, a No Has Querido, a Panamá, a Paso del
Arriero, a Santo, a Tecoyame és a Viejo. A terület elsöprő többségét, csaknem 80%-ot a növénytermesztés hasznosít, a fennmaradó rész legnagyobb része vadon (főként a középső és déli részek dombjain).

## Élővilág
A község gazdaságilag nem hasznosított vidékeit jórészt szavanna borítja. Fő növénynemzetségei a Byrsonima, a Curatella (melybe egyetlen faj tartozik, a Curatella americana) és a Crescentia, ritkábban fordulnak elő a Coccoloba és a tölgy nemzetség fajai. Az erdős vidékeken számos fafaj él.
Gerinces állatai közül gyakoriak az övesállatok, kócsagok, nyulak, oposszumok, bűzösborzfélék, skorpiók, különféle rágcsálók, kaméleonok, a vörös hiúz, az oncilla, denevérek, az amerikai borz, szarvasfélék, különféle kígyók, leguánok és teknősök (a Punta Maldonado és Tierra Colorada közötti mintegy 20 km hosszú partvidék tengeri teknősök élőhelye, védett terület).

## Népesség
A község lakóinak száma a közelmúltban hullámzott: többnyire nőtt, de volt, hogy csökkent. A változásokat szemlélteti az alábbi táblázat:
| Év   | Lakosság |
| ---- | -------- |
| 1990 | 24 369   |
| 1995 | 25 057   |
| 2000 | 25 641   |
| 2005 | 23 537   |
| 2010 | 25 922   |

## Települései
A községben 2010-ben 105 lakott helyet tartottak nyilván, de nagy részük igen kicsi: 71 településen 10-nél is kevesebben éltek. A jelentősebb helységek:
| Település                      | Lakosság (2010) |
| ------------------------------ | --------------- |
| Cuajinicuilapa (községközpont) | 10 282          |
| San Nicolás                    | 3267            |
| El Pitahayo                    | 1617            |
| Montecillos                    | 1011            |
| Punta Maldonado (El Faro)      | 949             |
| Maldonado                      | 939             |
| Tierra Colorada                | 812             |
| El Terrero                     | 791             |
| Barajillas (Barajilla)         | 759             |
| Colonia Miguel Alemán Valdez   | 726             |
| Comaltepec (Comal)             | 685             |
| Cerro del Indio (El Indio)     | 624             |
| El Quizá                       | 523             |
| La Petaca (Hacienda la Petaca) | 495             |